# Губбет-ель-Гемса
Губбе́т-ель-Ге́мса — бухта, розташована в західній частині Червоного моря. Розташована в межах Єгипту. На сході розташовано декілька островів.
| Єгипет | Це незавершена стаття з географії Єгипту. Ви можете допомогти проєкту, виправивши або дописавши її. |